# Métrolinie 6 (Paris)
| Haltestellenfolge |                      |                                         |                                         |
| Streckenlänge: | 13,6 km              |                                         |                                         |
| Spurweite: | 1435 mm (Normalspur) |                                         |                                         |
| |                      |                                         |                                         |
| Eröffnung: | 1909                 |                                         |                                         |
| Fahrgäste (täglich): | 277.000              |                                         |                                         |
| Stationen: | 28                   |                                         |                                         |
| \| \| \| Verbindungsgleis zur Linie 1 \| \| \| \| \| Charles de Gaulle – Étoile \| \| \| \| \| \| \| \| \| \| Kléber \| \| \| \| \| Boissière \| \| \| \| \| Verbindungsgleis zur Linie 9 \| \| \| \| \| Trocadéro \| \| \| \| \| Verbindungsgleis zur Linie 9 \| \| \| \| \| \| \| \| \| \| Passy \| \| \| \| \| Seine \| \| \| \| \| Bir-Hakeim \| \| \| \| \| Dupleix \| \| \| \| \| La Motte-Picquet – Grenelle \| \| \| \| \| Cambronne \| \| \| \| \| Sèvres – Lecourbe \| \| \| \| \| \| \| \| \| \| Pasteur \| \| \| \| \| Montparnasse – Bienvenüe \| \| \| \| \| Edgar Quinet \| \| \| \| \| Verbindungsgleis zur Linie 4 \| \| \| \| \| Raspail \| \| \| \| \| Denfert-Rochereau \| \| \| \| \| \| \| \| \| \| Saint-Jacques \| \| \| \| \| Glacière \| \| \| \| \| Corvisart \| \| \| \| \| \| \| \| \| \| Betriebshof Italie \| \| \| \| \| Verbindungsgleis zur Linie 5 \| \| \| \| \| Verbindungsgleis zur Linie 7 \| \| \| \| \| Place d’Italie \| \| \| \| \| \| \| \| \| \| Nationale \| \| \| \| \| Chevaleret \| \| \| \| \| Quai de la Gare \| \| \| \| \| Seine \| \| \| \| \| Abzweig Bahnmeisterei Bercy (1972–1974) \| \| \| \| \| \| \| \| \| \| Bercy \| \| \| \| \| Verbindungsgleis zur Linie 14 \| \| \| \| \| Paris–Marseille / RER D \| \| \| \| \| Dugommier \| \| \| \| \| Daumesnil \| \| \| \| \| Verbindungsgleis zur Linie 8 \| \| \| \| \| \| \| \| \| \| Bel-Air \| \| \| \| \| \| \| \| \| \| Picpus \| \| \| \| \| \| \| \| \| \| Nation \| \| \| \| \| Verbindungsgleis zur Linie 1 \| \| |                      |                                         |                                         |
| U-Bahn-Strecke von links (im Tunnel) · U-Bahn-Abzweig quer und von rechts (im Tunnel) |                      | Verbindungsgleis zur Linie 1            | Verbindungsgleis zur Linie 1            |
| U-Bahn-Bahnhof (im Tunnel) · U-Bahn-Strecke geradeaus (im Tunnel) |                      | Charles de Gaulle – Étoile              | Charles de Gaulle – Étoile              |
| U-Bahn-Abzweig geradeaus und von links (im Tunnel) · U-Bahn-Strecke nach rechts (im Tunnel) |                      |                                         |                                         |
| U-Bahn-Haltepunkt / Haltestelle (im Tunnel) |                      | Kléber                                  | Kléber                                  |
| U-Bahn-Haltepunkt / Haltestelle (im Tunnel) |                      | Boissière                               | Boissière                               |
| U-Bahn-Abzweig geradeaus und nach links (im Tunnel) |                      | Verbindungsgleis zur Linie 9            | Verbindungsgleis zur Linie 9            |
| U-Bahn-Bahnhof (im Tunnel) |                      | Trocadéro                               | Trocadéro                               |
| U-Bahn-Abzweig geradeaus und von rechts (im Tunnel) |                      | Verbindungsgleis zur Linie 9            | Verbindungsgleis zur Linie 9            |
| U-Bahn-Tunnelende |                      |                                         |                                         |
| U-Bahn-Haltepunkt / Haltestelle |                      | Passy                                   | Passy                                   |
| U-Bahn-Strecke unter Wasserlauf |                      | Seine                                   | Seine                                   |
| U-Bahn-Bahnhof |                      | Bir-Hakeim                              | Bir-Hakeim                              |
| U-Bahn-Haltepunkt / Haltestelle |                      | Dupleix                                 | Dupleix                                 |
| U-Bahn-Bahnhof |                      | La Motte-Picquet – Grenelle             | La Motte-Picquet – Grenelle             |
| U-Bahn-Haltepunkt / Haltestelle |                      | Cambronne                               | Cambronne                               |
| U-Bahn-Haltepunkt / Haltestelle |                      | Sèvres – Lecourbe                       | Sèvres – Lecourbe                       |
| U-Bahn-Tunnelanfang |                      |                                         |                                         |
| U-Bahn-Bahnhof (im Tunnel) |                      | Pasteur                                 | Pasteur                                 |
| U-Bahn-Bahnhof (im Tunnel) |                      | Montparnasse – Bienvenüe                | Montparnasse – Bienvenüe                |
| U-Bahn-Haltepunkt / Haltestelle (im Tunnel) |                      | Edgar Quinet                            | Edgar Quinet                            |
| U-Bahn-Abzweig geradeaus und nach links (im Tunnel) |                      | Verbindungsgleis zur Linie 4            | Verbindungsgleis zur Linie 4            |
| U-Bahn-Bahnhof (im Tunnel) |                      | Raspail                                 | Raspail                                 |
| U-Bahn-Bahnhof (im Tunnel) |                      | Denfert-Rochereau                       | Denfert-Rochereau                       |
| U-Bahn-Tunnelende |                      |                                         |                                         |
| U-Bahn-Haltepunkt / Haltestelle |                      | Saint-Jacques                           | Saint-Jacques                           |
| U-Bahn-Haltepunkt / Haltestelle |                      | Glacière                                | Glacière                                |
| U-Bahn-Haltepunkt / Haltestelle |                      | Corvisart                               | Corvisart                               |
| U-Bahn-Tunnelanfang |                      |                                         |                                         |
| U-Bahn-Strecke (im Tunnel) |                      | Betriebshof Italie                      | Betriebshof Italie                      |
| U-Bahn-Abzweig geradeaus, nach links und von links (im Tunnel) · U-Bahn-Abzweig geradeaus, nach rechts und von rechts (im Tunnel) |                      | Verbindungsgleis zur Linie 5            | Verbindungsgleis zur Linie 5            |
| U-Bahn-Abzweig geradeaus und nach rechts (im Tunnel) |                      | Verbindungsgleis zur Linie 7            | Verbindungsgleis zur Linie 7            |
| U-Bahn-Bahnhof (im Tunnel) |                      | Place d’Italie                          | Place d’Italie                          |
| U-Bahn-Tunnelende |                      |                                         |                                         |
| U-Bahn-Haltepunkt / Haltestelle |                      | Nationale                               | Nationale                               |
| U-Bahn-Haltepunkt / Haltestelle |                      | Chevaleret                              | Chevaleret                              |
| U-Bahn-Haltepunkt / Haltestelle |                      | Quai de la Gare                         | Quai de la Gare                         |
| U-Bahn-Strecke unter Wasserlauf |                      | Seine                                   | Seine                                   |
| U-Bahn-Abzweig geradeaus und ehemals von rechts |                      | Abzweig Bahnmeisterei Bercy (1972–1974) | Abzweig Bahnmeisterei Bercy (1972–1974) |
| U-Bahn-Tunnelanfang |                      |                                         |                                         |
| U-Bahn-Bahnhof (im Tunnel) |                      | Bercy                                   | Bercy                                   |
| U-Bahn-Abzweig geradeaus und von links (im Tunnel) |                      | Verbindungsgleis zur Linie 14           | Verbindungsgleis zur Linie 14           |
| U-Bahn-Kreuzung (im Tunnel) |                      | Paris–Marseille / RER D                 | Paris–Marseille / RER D                 |
| U-Bahn-Haltepunkt / Haltestelle (im Tunnel) |                      | Dugommier                               | Dugommier                               |
| U-Bahn-Bahnhof (im Tunnel) |                      | Daumesnil                               | Daumesnil                               |
| U-Bahn-Abzweig geradeaus und von links (im Tunnel) |                      | Verbindungsgleis zur Linie 8            | Verbindungsgleis zur Linie 8            |
| U-Bahn-Tunnelende |                      |                                         |                                         |
| U-Bahn-Haltepunkt / Haltestelle |                      | Bel-Air                                 | Bel-Air                                 |
| U-Bahn-Tunnelanfang |                      |                                         |                                         |
| U-Bahn-Haltepunkt / Haltestelle (im Tunnel) |                      | Picpus                                  | Picpus                                  |
| U-Bahn-Abzweig geradeaus und nach links (im Tunnel) · U-Bahn-Strecke von rechts (im Tunnel) |                      |                                         |                                         |
| U-Bahn-Strecke (im Tunnel) · U-Bahn-Bahnhof (im Tunnel) |                      | Nation                                  | Nation                                  |
| U-Bahn-Abzweig quer und nach links (im Tunnel) · U-Bahn-Strecke nach rechts (im Tunnel) |                      | Verbindungsgleis zur Linie 1            | Verbindungsgleis zur Linie 1            |

Die Linie 6 der Pariser Métro verbindet die U-Bahnhöfe Charles de Gaulle – Étoile (bis 1970: Étoile) im Westen und Nation im Osten von Paris. Zusammen mit der Linie 2 bildet sie einen Ring um die Innenstadt.

## Geschichte und Beschreibung

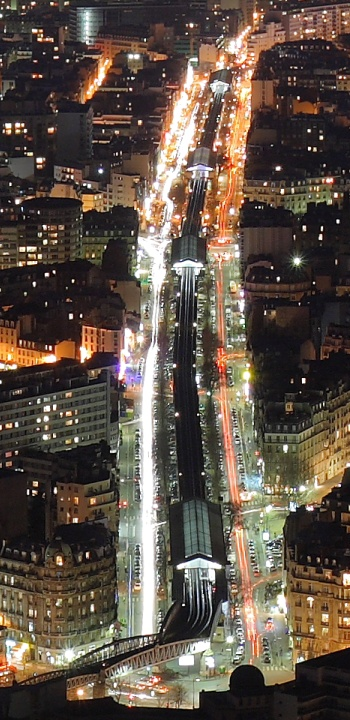
Viaduktstrecke zwischen Sèvres – Lecourbe (Vordergrund) und Dupleix (Hintergrund) im 15. Arrondissement

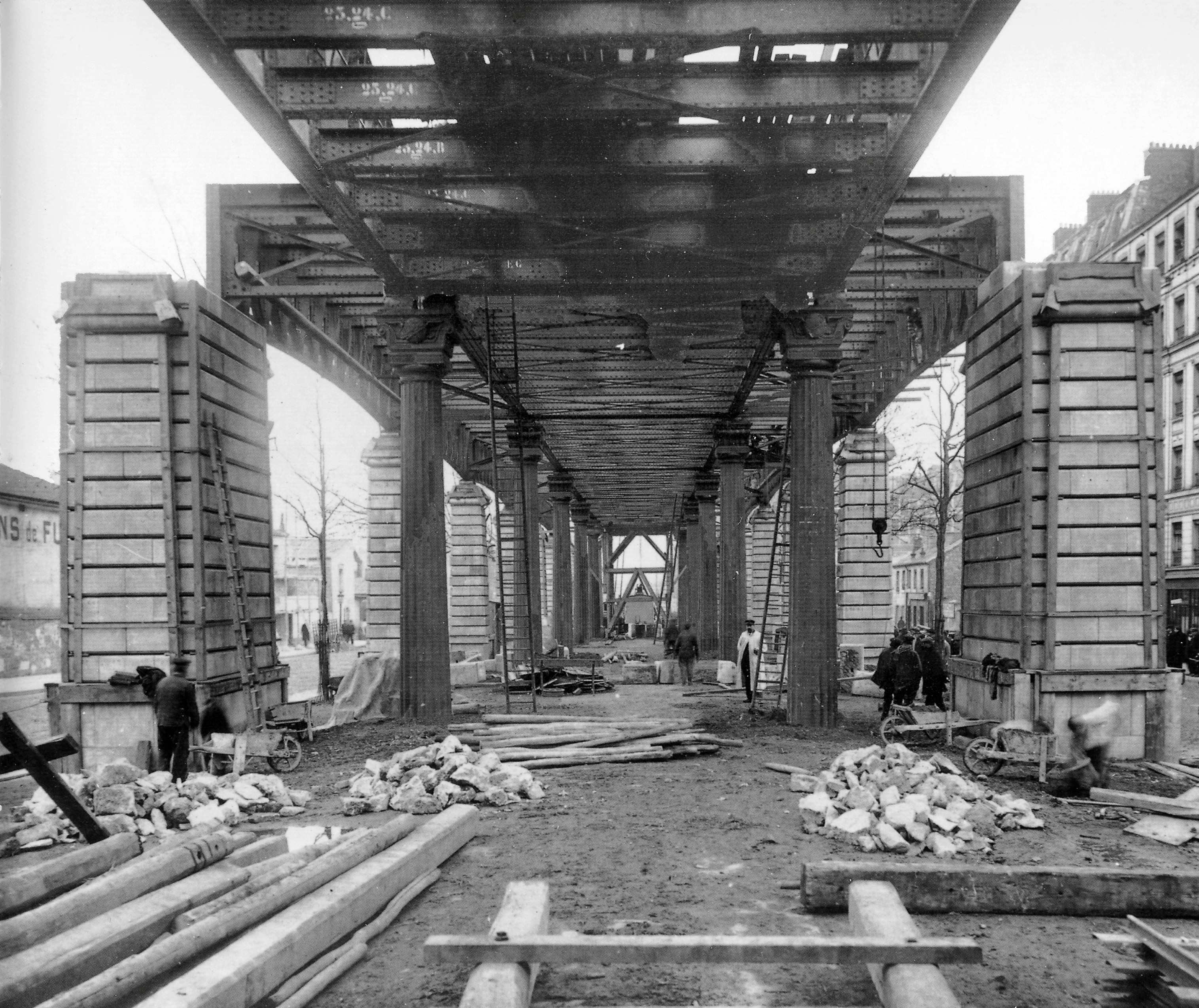
Unterbau der Station Chevaleret während des Baus

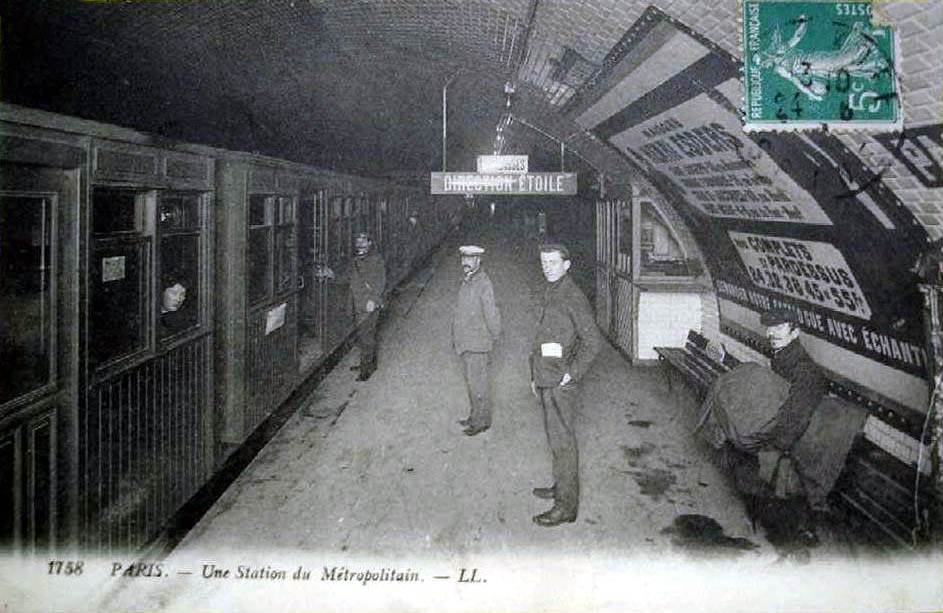
Unterirdische Station Pasteur der Linie 2 Sud mit zweiachsigen Fahrzeugen

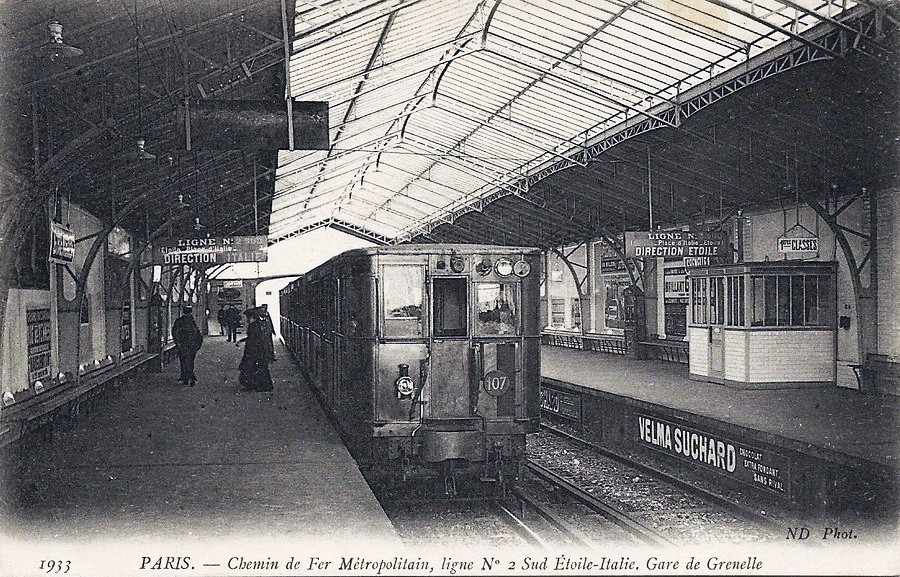
Hochbahnhof Grenelle der Linie 5 mit Zug der Bauart Sprague-Thomson, 1933

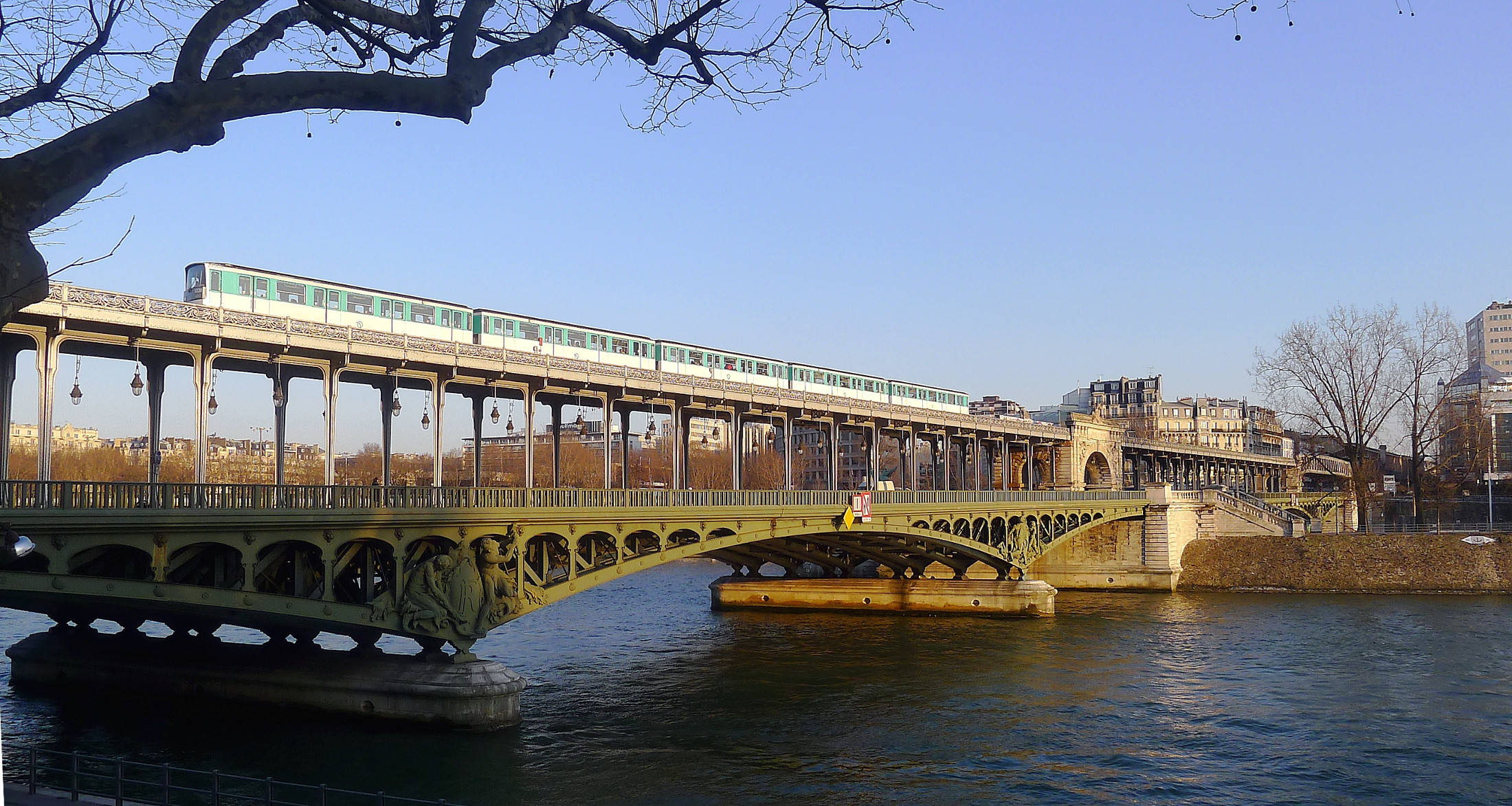
Viaduc de Passy über der Straßenbrücke Pont de Bir-Hakeim

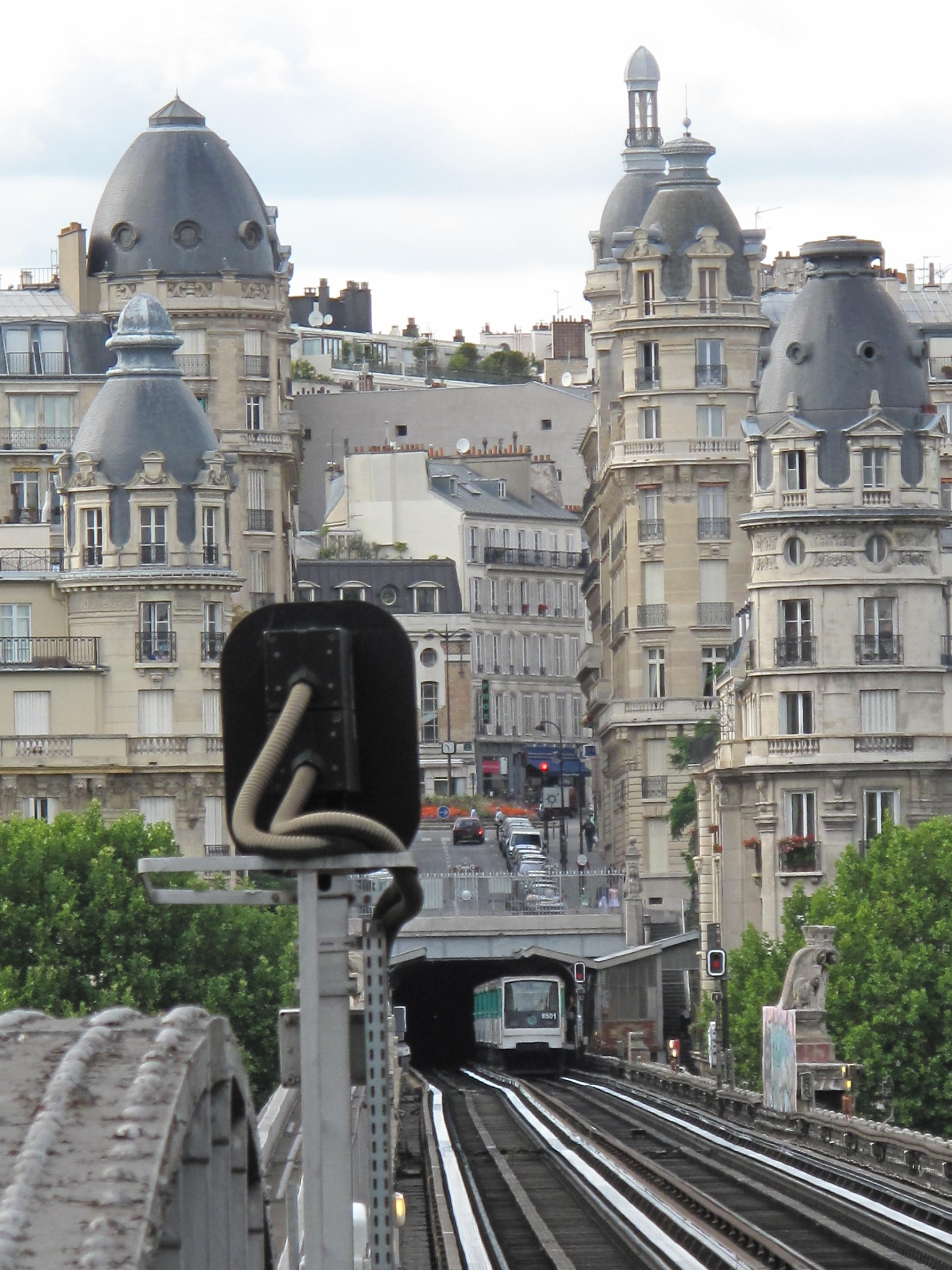
Die Station Passy ist teilweise in den westlichen Tunnelmund integriert

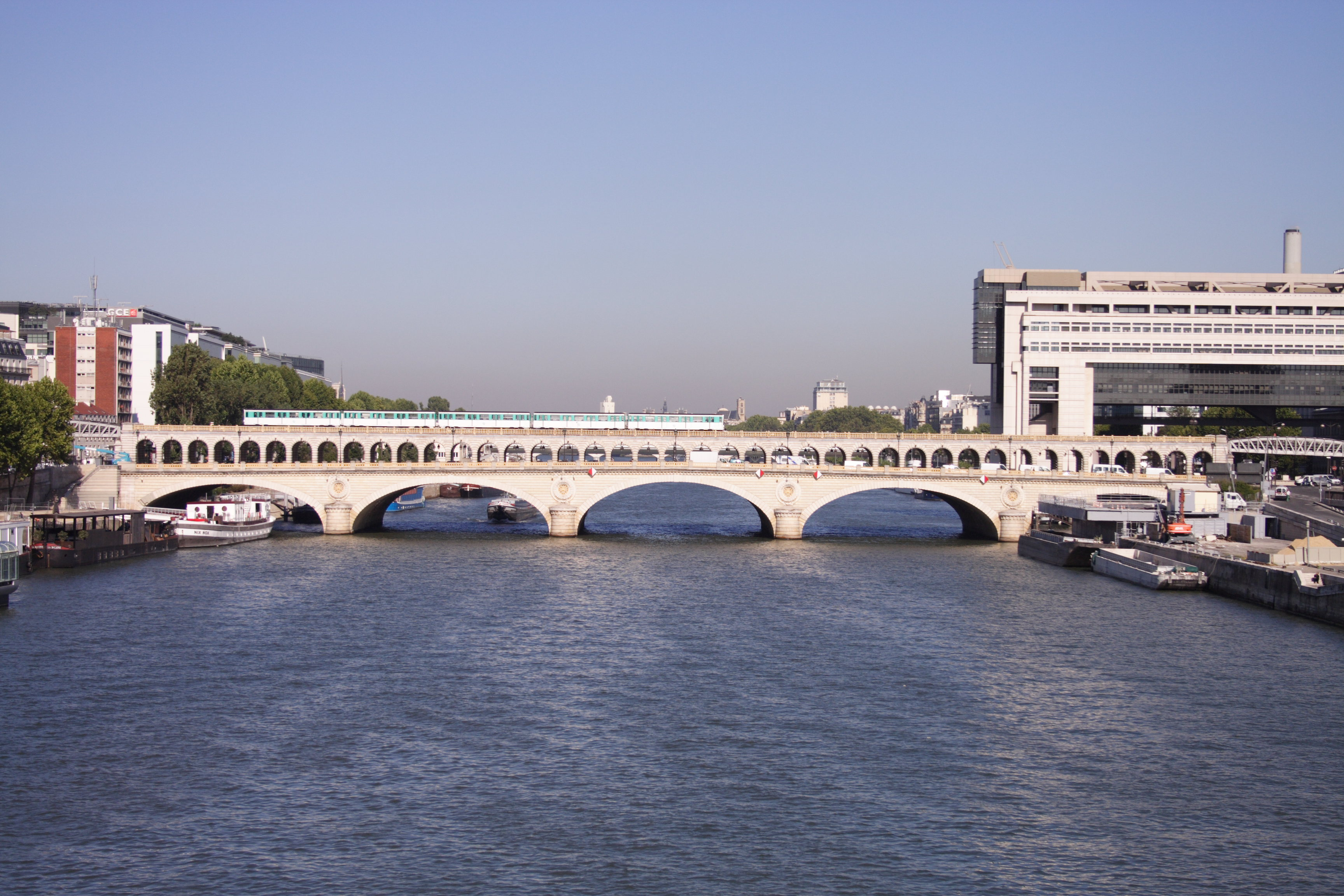
Pont de Bercy

In den ursprünglichen Netzplanungen war ein Ring vorgesehen, der an den äußeren Boulevards entlangführen sollte. Diese Ringlinie wurde ergänzend zur Linie A (heutige Linie 1) als Linie B geplant. In der Ausführung entstanden dann aber zwei Halbringe. Der nördliche Halbring begann als Fortsetzung der am 13. Dezember 1900 eröffneten Stichstrecke von Porte Dauphine nach Étoile und führte mit der Liniennummer 2 Nord ab dem 7. Oktober 1902 bis Anvers und am 31. Januar 1903 bis Bagnolet, ehe die Linie am 2. April 1903 ihren Endbahnhof Nation erreichte.
Der Südring „Circulaire Sud“ von Ètoile über Place d’Italie nach Nation wurde als durchgehende Linie 6 vorübergehend im Jahr 1931 und endgültig erst ab dem 12. Oktober 1942 befahren. Der erste Abschnitt wurde am 2. Oktober 1900 als zweite Pariser Métrolinie (Linie 2 Sud) von Étoile nach Trocadéro in Betrieb genommen. Die Absicht, ihn bis zur Eröffnung der Weltausstellung am 15. April 1900 fertigzustellen (wesentliche Teile der Ausstellung lagen in der Nähe der Station Trocadéro), ließ sich in der zur Verfügung stehenden kurzen Zeitspanne nicht realisieren. Am 6. November 1903 wurde die Linie 2 Sud bis Passy, am 24. April 1906 bis Place d’Italie verlängert.
Die Ausgestaltung der Hochbahnabschnitte und Stationen war denen der Linie 2 Nord sehr ähnlich. Auffälligstes Bauwerk ist die Querung der Seine auf dem knapp 230 Meter langen Viaduc de Passy längs über der Brücke Pont de Bir-Hakeim, welches die Nordspitze der Île aux Cygnes (Schwaneninsel) einbezieht. Das Brückenviadukt besteht aus drei Teilen: einem 114 Meter langen Abschnitt über den nordwestlichen Hauptarm der Seine, einem 90 Meter langen Abschnitt über deren Nebenarm und einem dazwischenliegenden, 23,5 Meter langen gemauerten Bogen auf der künstlichen Insel.
Zunächst nutzte die Linie 2 Sud gemeinsam mit der Linie 5 die Station und die Wendeschleife Place d’Italie. Im Mai 1907 war die Station der künftigen Linie 6 dieses Umsteigebahnhofs fertiggestellt und wurde fortan als Endbahnhof der Linie 2 Sud genutzt. Dadurch ergaben sich für umsteigende Fahrgäste aber längere Wege. Aus diesem Grund wurde am 14. Oktober 1907 die Linie 2 Sud mit der Linie 5 unter letzterer Bezeichnung zusammengefasst (Linienführung: Étoile – Place d’Italie – Gare du Nord). An jenem Tag erhielt auch die Linie 2 Nord ihre endgültige Bezeichnung Linie 2.
Der weitere Ausbauplan sah ursprünglich vor, die 2 Sud bis zur Place de la Nation zu verlängern. Da diese 1906 fertiggestellte Strecke – nun als erster Abschnitt der Linie 6 – aber nicht viel Verkehr versprach, zog sich deren Eröffnung bis zum 1. März 1909 hin. Die Compagnie du chemin de fer métropolitain de Paris (CMP) zog sich dabei hinter eine Bedingung des Verkehrsvertrags zurück, welche vorsah, die Linien in Reihenfolge der Nummern zu eröffnen. Somit konnte man bis zur Eröffnung der Linie 4 warten, ehe der Verkehr auf der Linie 6 (Place d’Italie – Nation) aufgenommen wurde. Auch hier musste wieder mit einer größeren Brücke (Pont de Bercy) die Seine überquert werden.
Charakteristisch für die Linie 6 ist der hohe Anteil an oberirdischen Strecken und Stationen. Die Abschnitte von Passy bis Pasteur (2679 m), Saint-Jacques bis Corvisart (1240 m) und Place d’Italie bis Bercy (1748 m) liegen weitgehend auf einheitlich gestalteten Viadukten. Deren Unterkante liegt meist in einer Höhe von 5,20 m, um das Unterqueren von doppelstöckigen Straßenbahnfahrzeugen zu ermöglichen. Einem einheitlichen Bauplan folgen auch die meisten, ausnahmslos 75 m langen, Stationen. Die Hochbahnhöfe haben gemauerte Außenwände und sind in voller Länge überdacht, im Übrigen entsprechen sie denen der Linie 2. Die unterirdischen Stationen liegen unter elliptischen Gewölben, die weiß gefliest wurden, um die Lichtausbeute der anfangs sehr schwachen Lampen zu erhöhen. Abweichend gestaltet sind aufgrund ihrer Lage die Stationen Passy, Saint-Jacques und Bel-Air sowie die beiden Endbahnhöfe. In den frühen 1970er Jahren wurde die Station Kléber grundlegend umgebaut.
Zwischen dem 18. und dem 26. Januar 1910 stieg nach starken Regenfällen der Wasserstand der Seine von 2,65 Meter auf 8,62 Meter an. Im Quartier de Bercy drang am 24. Januar erstmals Wasser in einen Tunnel der Métro ein und überflutete die Linie 6 innerhalb von zwei Tagen auf einer Länge von 800 Metern. Bereits zwei Tage vorher war wegen der Überschwemmung des Kraftwerks Usine électrique de Bercy der Verkehr eingestellt worden. Am 8. März 1910 verkehrten auf der Linie wieder die ersten Züge, am 17. April jenes Jahres wurde sie wieder durchgehend befahren.
Als im Jahr 1931 in Paris die Kolonialausstellung stattfand, wurde die Linie 5 vorübergehend auf den Abschnitt Gare du Nord – Place d’Italie zurückgezogen und die Strecke bis Étoile der Linie 6 zugeordnet. Zum Ende der Ausstellung wurde dies wieder rückgängig gemacht.
Am 3. September 1939 erklärte Frankreich Deutschland den Krieg, zeitgleich wurde neben anderen Linien auch die – damals nur von Place d’Italie bis Nation verlaufende – Linie 6 vollkommen geschlossen. Grund war die Einberufung vieler Mitarbeiter der Métro zum Militär, aber auch die Furcht vor der Bombardierung des Hochbahnviadukts. Erst am 6. Juli 1940 wurde die Linie wieder eröffnet.
Als am 12. Oktober 1942 die Linie 5 von Gare du Nord bis Église de Pantin verlängert wurde, beschloss man, diese Linie endgültig zur Place d’Italie zurückzunehmen und die Linie 6 auf dem ehemaligen Abschnitt der 2 Sud nach Étoile weiterzuführen.
Zwischen Oktober 1972 und Mai 1974 wurde die Strecke für den Betrieb mit gummibereiften Zügen umgebaut. Westlich der Station Bercy wurde für diesen Zweck eine temporäre Bahnmeisterei eingerichtet, die nur in diesem Zeitraum bestand. Der Regelverkehr mit gummibereiften Zügen der Baureihe MP 73 begann im Juli 1974. Im selben Jahr wurde für die Linie eine zentrale Streckenleitstelle eingerichtet, und 1975 kam der (halb)automatische Zugbetrieb, die sog. Pilotage automatique, hinzu.

## Linienverlauf

Streckenführung der Linie 6, die gemeinsam mit der Linie 2 einen Ring bildet

Die Linie 6 beginnt unter der Place Charles-de-Gaulle, folgt der Avenue Kléber bis zur Place du Trocadéro-et-du-11-Novembre und weiter der Rue Benjamin Franklin. An der Rue de l’Alboni kommt die Strecke ans Tageslicht und überquert die Seine. Danach verläuft die Strecke als Hochbahn eine ganze Weile geradlinig oberhalb des Straßenzugs Boulevard de Grenelle – Boulevard Garibaldi, ehe sie am Boulevard Pasteur wieder unter die Erde geht. Vor dem Bahnhof Gare Montparnasse unterquert sie die Place Raoul Dautry. Am Boulevard Saint-Jacques kommt die Linie wieder nach oben und erreicht an der Station Corvisart ihren südlichsten Punkt. Die Place d’Italie wird unterquert, die Seine auf der Brücke Pont de Bercy südlich des Gare de Lyon überquert. In einem engen Bogen wird der Endbahnhof Nation von Südosten her erreicht.

## Strecke

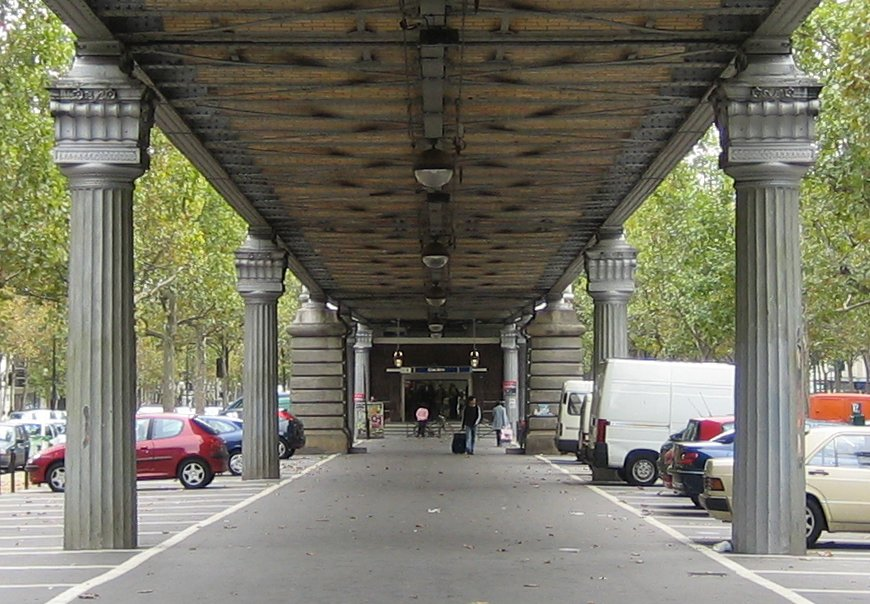
Hochbahnviadukt mit gusseisernen und gemauerten Säulen an der Station Glacière

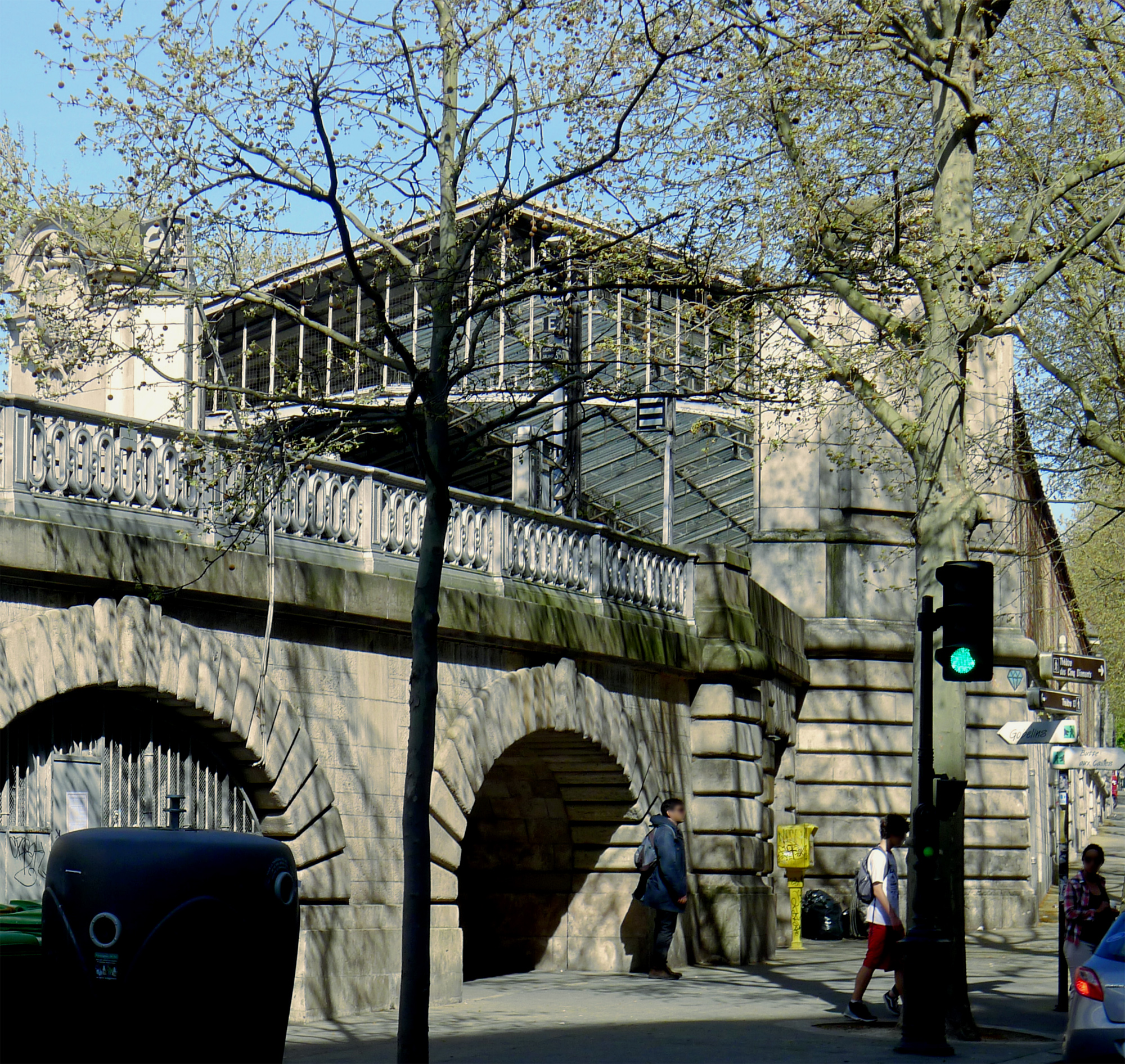
Gemauertes Viadukt an der Station Corvisart

Die Tunnel- und Hochbahnstrecken wurden nach einheitlichen Plänen gebaut. Sie sind, mit Ausnahme der Betriebsstrecken zu anderen Linien, durchgehend zweigleisig. Die unterirdischen Strecken liegen unter gemauerten elliptischen Gewölben, sie wurden, nachdem sich der Pariser Untergrund für den Schildvortrieb als ungeeignet erwiesen hatte, in Belgischer Bauweise errichtet. Die größte lichte Weite des Streckentunnels beträgt in der Regel 7,10 Meter in einer Höhe von 2,45 Meter über der Schienenoberkante. In Höhe der Schienenoberkante ist er 6,60 Meter breit, in der Tunnelmitte 4,50 m über der Schienenoberkante hoch. Bei Radien von unter 100 m sind die Tunnel knapp 40 cm breiter. In Abständen von 25 Metern wurden zum Schutz vor vorbeifahrenden Zügen beiderseits Nischen angelegt. Die Gleise liegen auf Holzschwellen in einem maximal 70 Zentimeter hohen Schotterbett, der Gleismittenabstand beträgt 2,90 Meter.
Um den Fußgängerverkehr möglichst wenig zu beeinträchtigen, ruhen die Viadukte meist auf schmalen, 7,50 Meter voneinander entfernten gusseisernen Säulenpaaren, die in der Regel in Abständen von 22,5 Metern zueinander stehen. Den örtlichen Gegebenheiten entsprechend variieren diese Abstände jedoch. Am längsten sind sie mit jeweils 48 Meter über den Straßenkreuzungen an den Stationen La Motte-Picquet – Grenelle und Cambronne. Auf den Säulen – in Kreuzungsbereichen auch auf gemauerten Pfeilern – ruhen Längs- und Querträger, die die Gleiströge tragen. Wo immer möglich liegen die Gleise in einem Schotterbett, was das Gewicht pro laufendem Meter von 1,9 Tonnen auf 9,6 Tonnen erhöht. Jedoch werden so die Schwingungen vermindert und die Geräuschentwicklung vorbeifahrender Züge reduziert. Zur Gewichtsreduzierung wurden die Holzschwellen weitgehend durch Zweiblockschwellen ersetzt.
Westlich der Station Corvisart liegen die Gleise auf einem kurzen gemauerten Viaduktabschnitt.

## Stationen

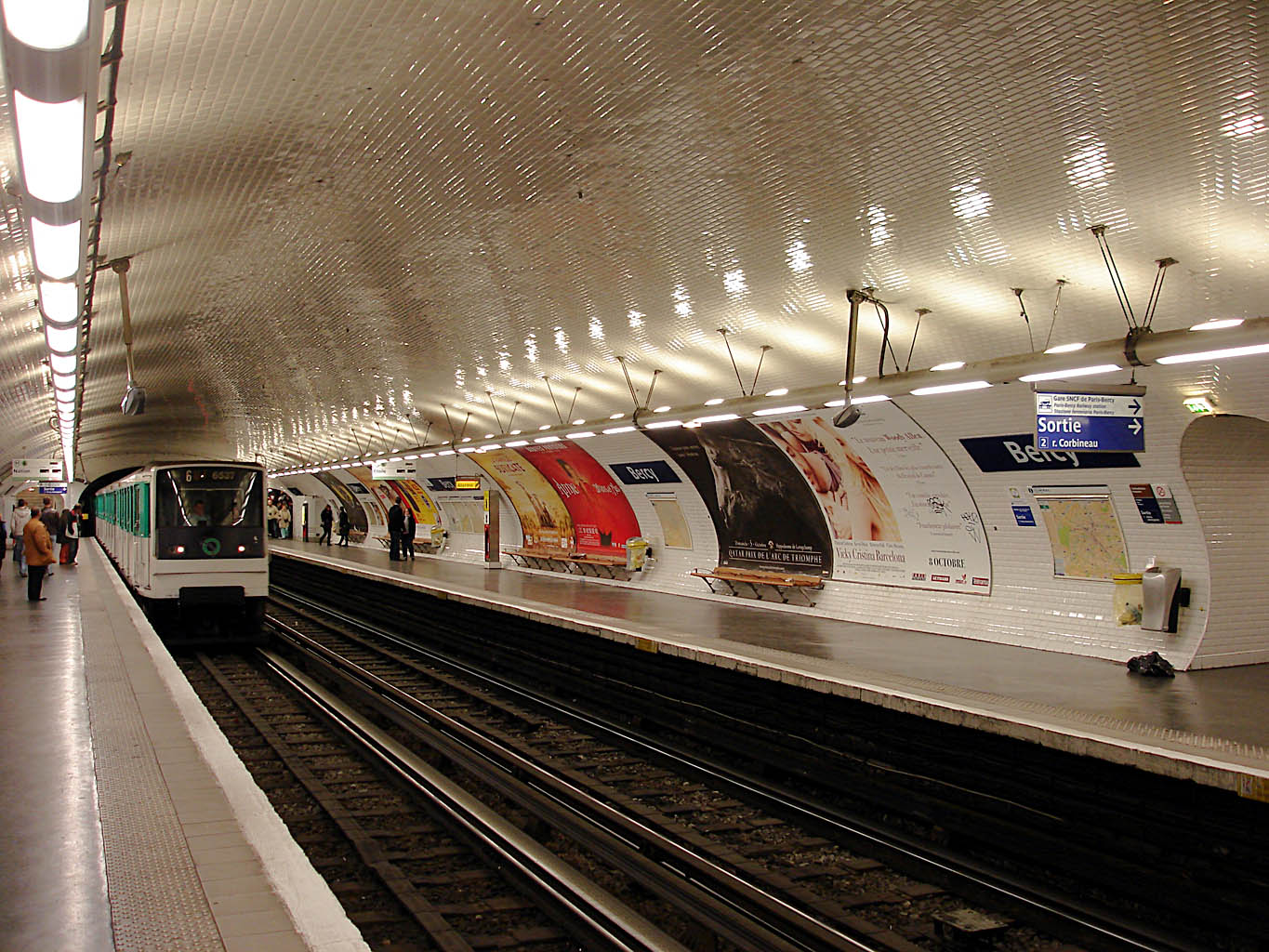
Tunnelstation Bercy

Von einigen Ausnahmen abgesehen folgen die Stationen zwei einheitlichen Bauplänen. Alle Stationen der Linie 6 sind 75 Meter lang.

### Tunnelstationen
In Tunneln befindliche Stationen liegen in der Regel unter elliptischen Gewölben und sind, einige Decken und Seitenwände mittlerweile ausgenommen, weiß gefliest. Mit 14,14 Metern haben sie ihre größte Breite 1,5 Meter oberhalb der Schienenoberkante. Sie haben 4,07 Meter breite Seitenbahnsteige an zwei parallelen Streckengleisen, die in einem 5,33 Meter breiten Gleistrog liegen. Die Höhe der Bahnsteige betrug ursprünglich 0,85 Meter über der Schienenoberkante, im Zuge des Umbaus für den Verkehr mit gummibereiften Zügen wurden sie auf 1,04 Meter angehoben. Die größte Höhe des Gewölbes an dessen Scheitelpunkt ist 5,20 Meter über der Schienenoberkante bzw. 5,90 Meter über dem tiefsten Punkt der Sohle.
Viele der Zugänge zu den Tunnelstationen sind durch Masten markiert, die Lampen und/oder den Schriftzug METRO bzw. ein „M“ in einem Doppelkreis tragen.

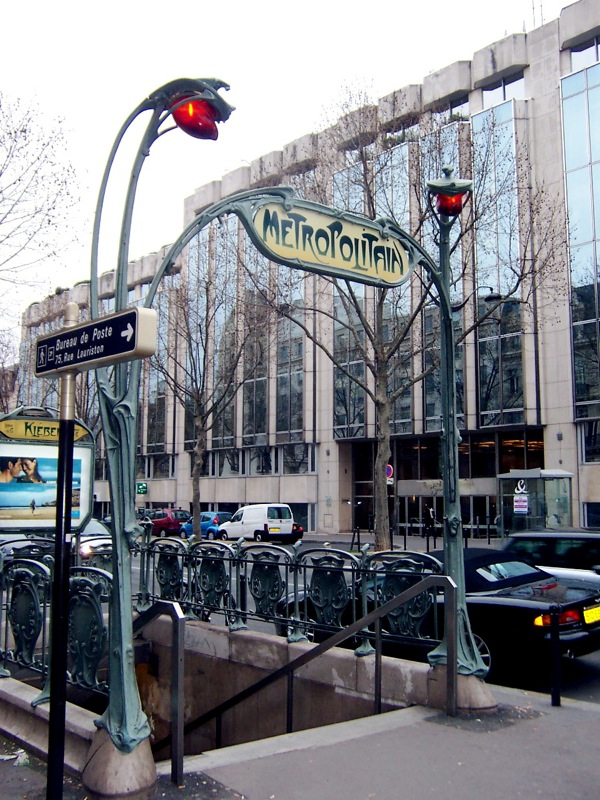
Nach wie vor typisch für viele Zugänge: Von Hector Guimard entworfenes Dekor im Stil des Art nouveau an der Station Kléber
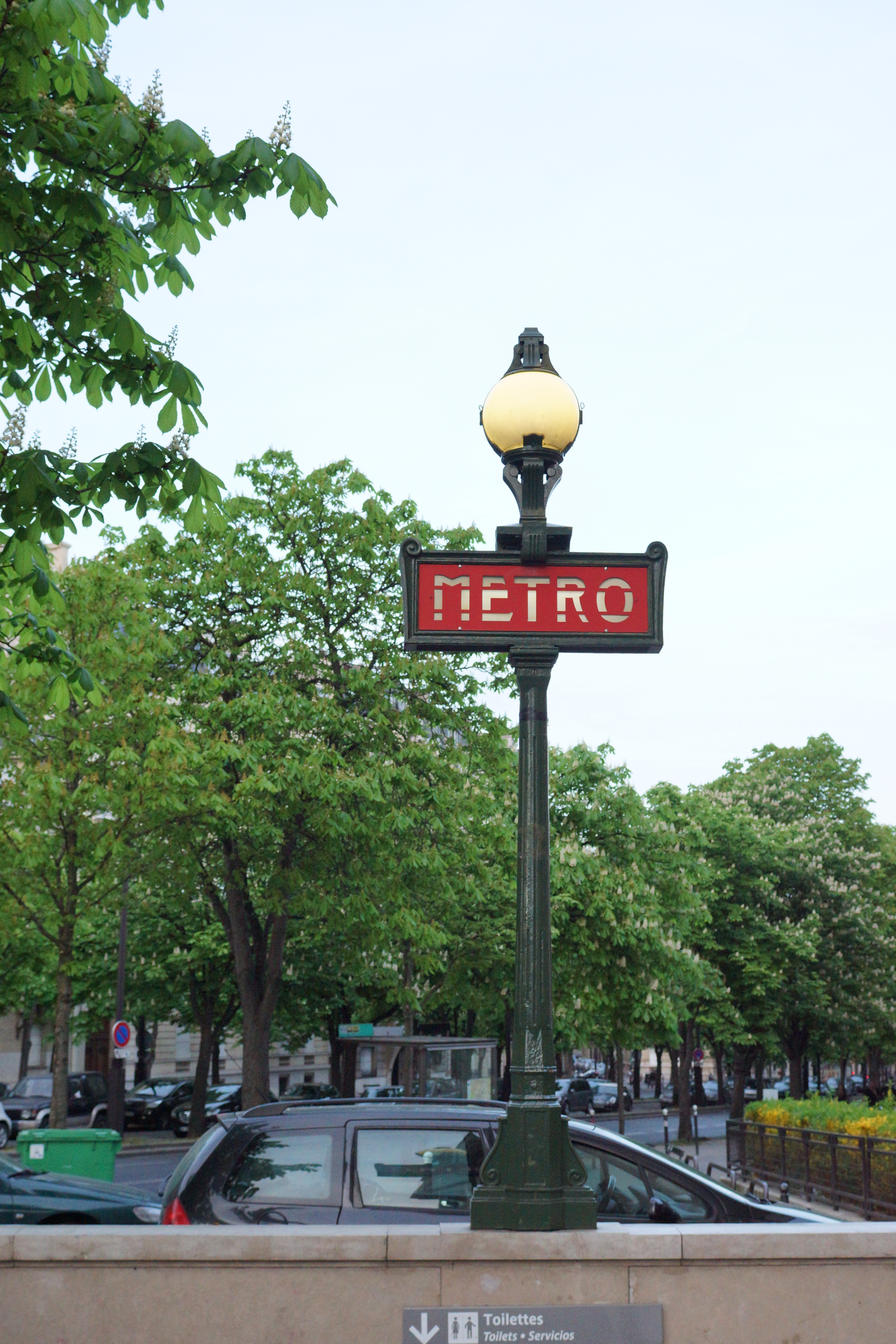
Von Adolphe Dervaux gestalteter Art-déco-Kandelaber am U-Bahnhof Trocadéro
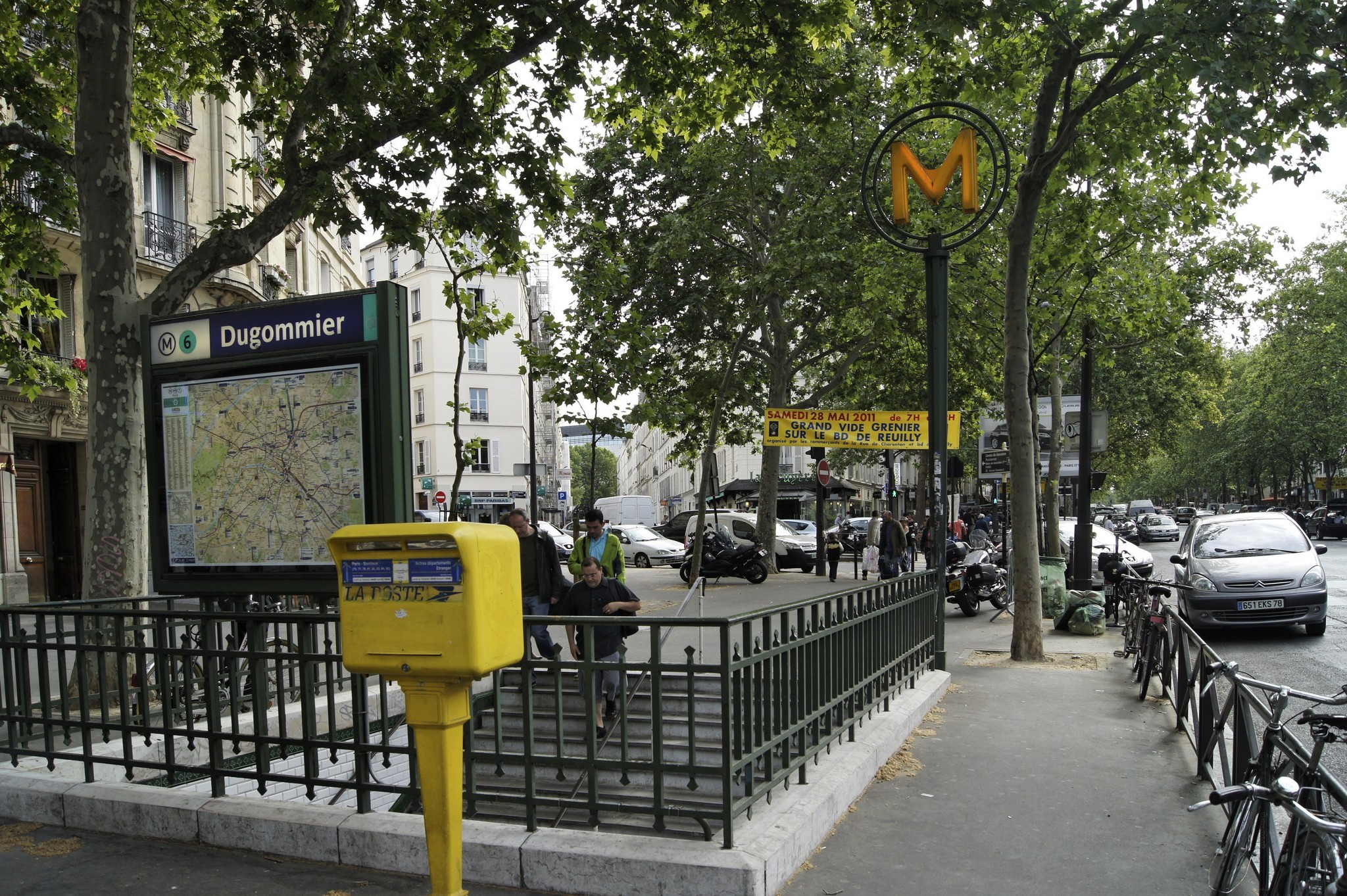
Gelbes „M“ in einem Doppelkreis an der Station Dugommier
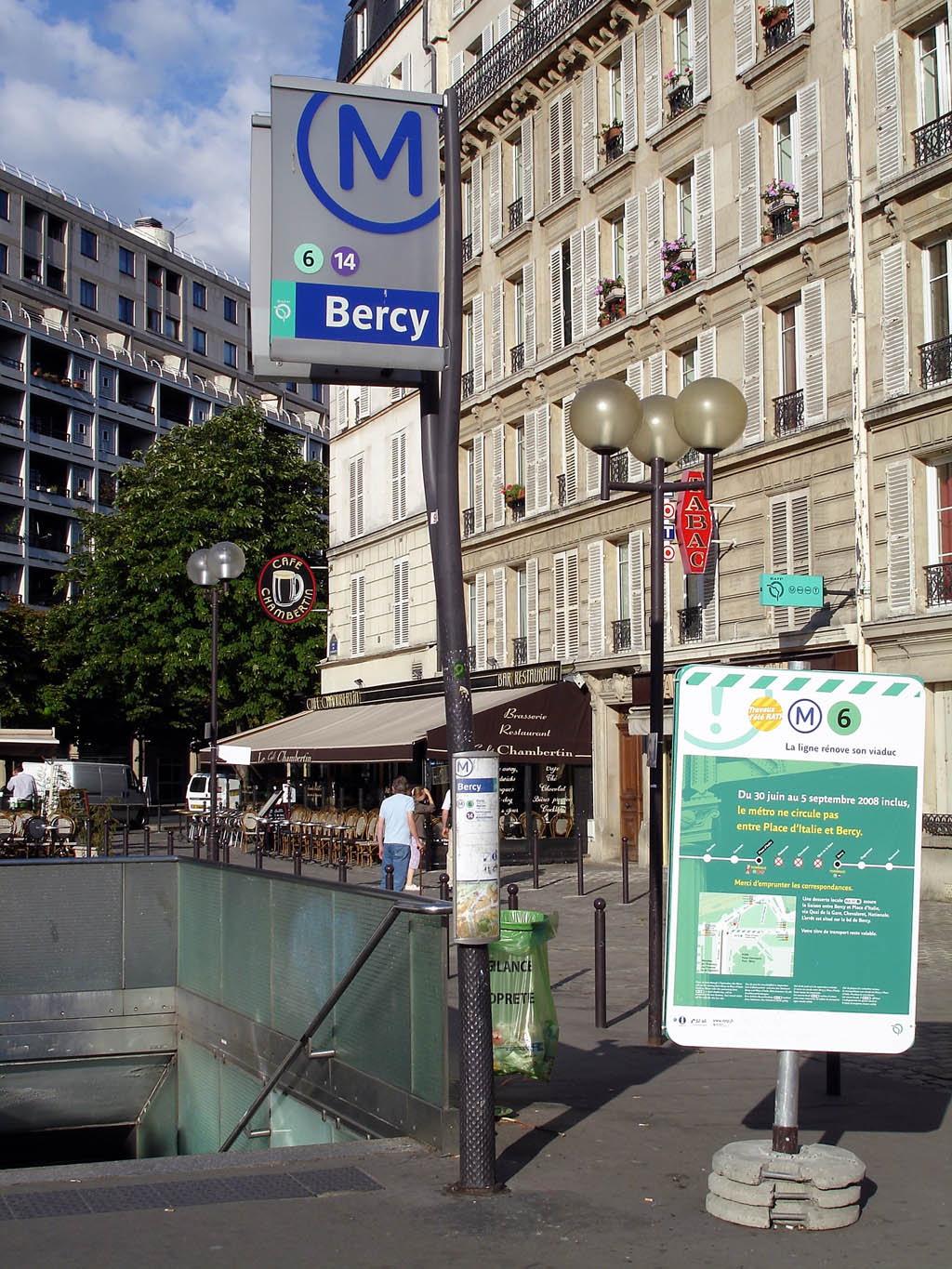
Zugang mit modernem Hinweisschild am Umsteigebahnhof Bercy

### Hochbahnhöfe

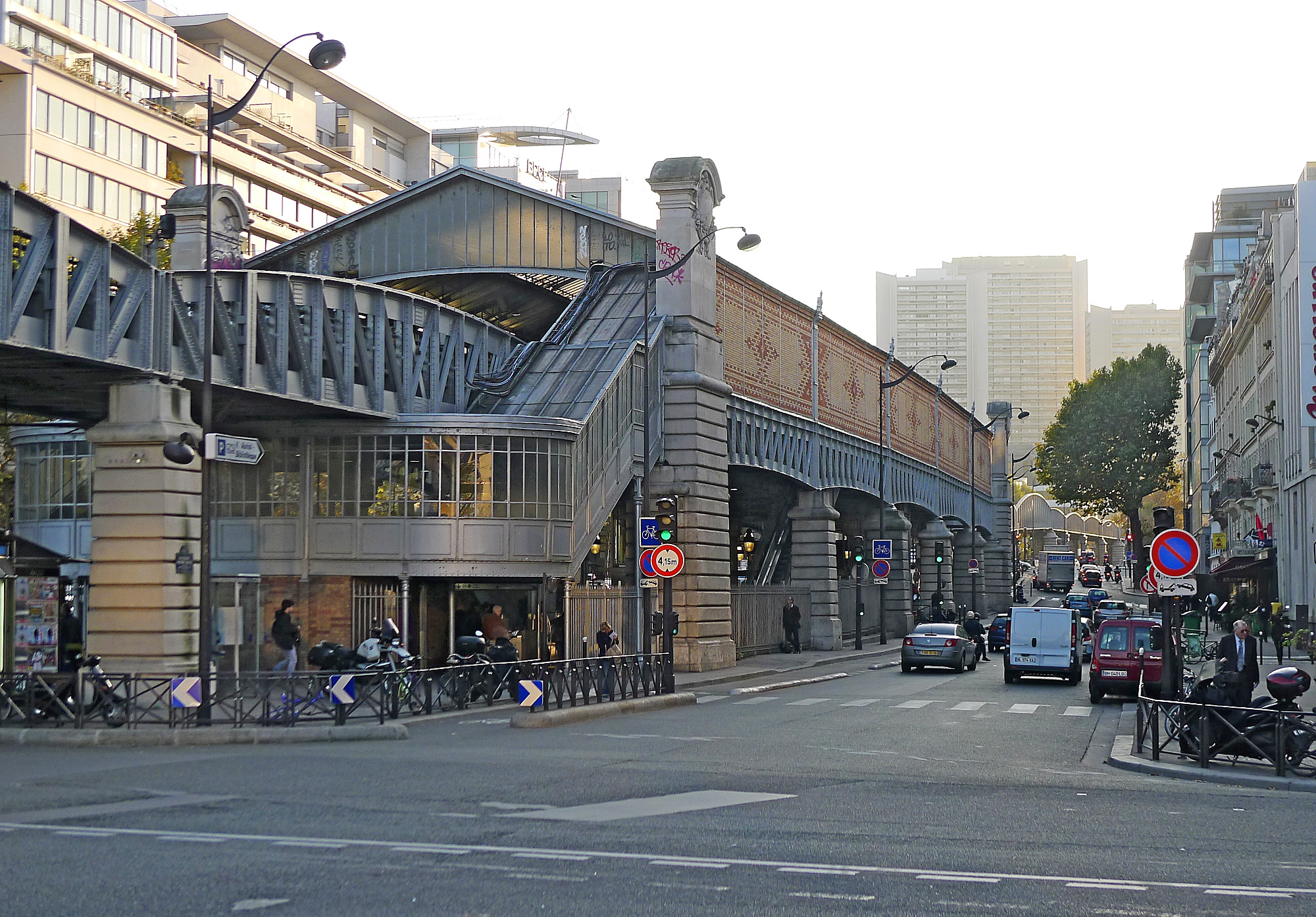
Hochbahnhof Quai de la Gare mit um 180 Grad verschwenkter Treppenanlage

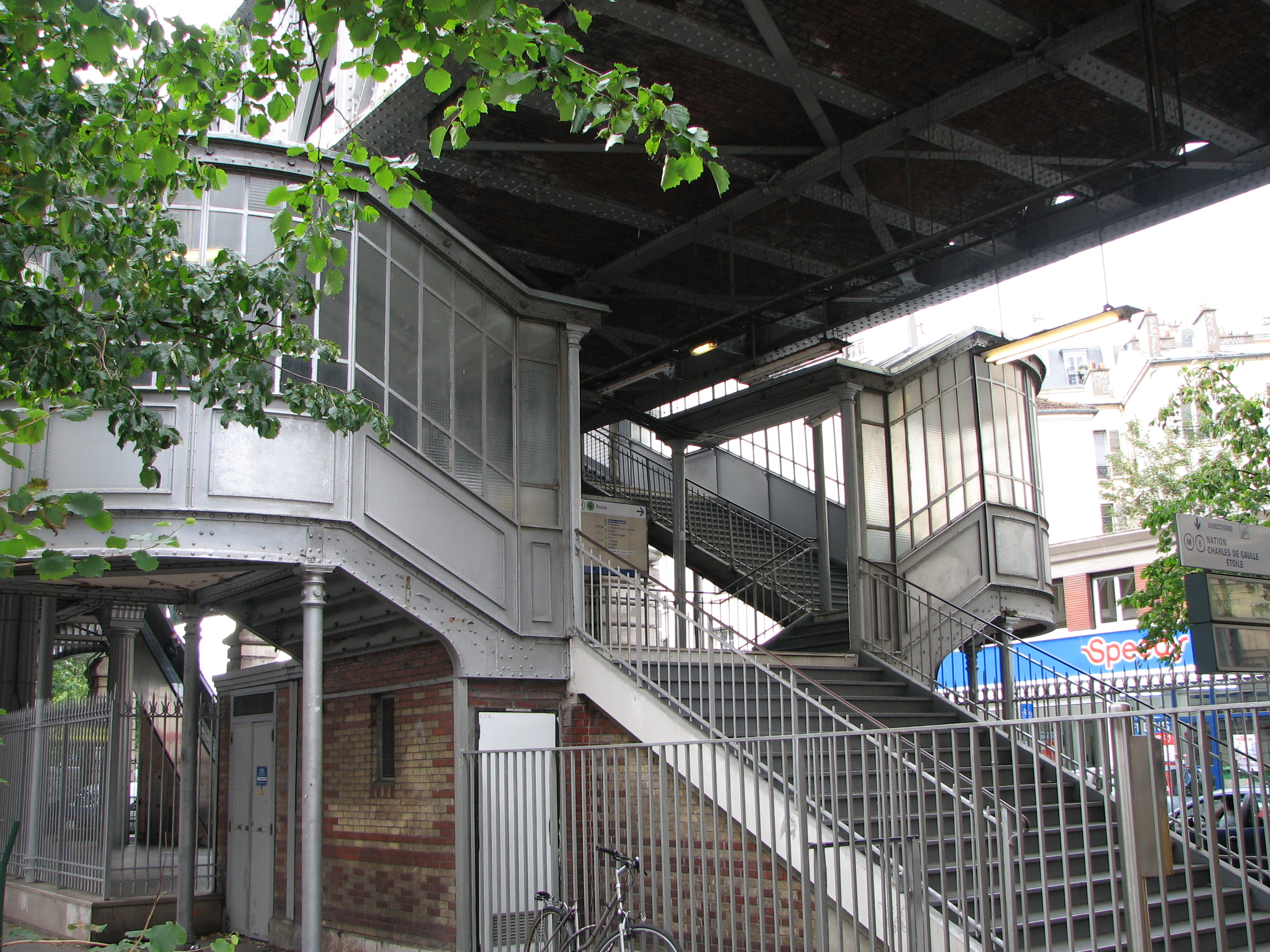
Sich auf halber Höhe teilende, nicht verschwenkte Freitreppe der Station Sèvres – Lecourbe

Die im Viaduktbereich gelegenen Stationen haben 4,10 Meter breite Seitenbahnsteige an den beiden parallelen Streckengleisen. Zwei Längsträger, die jeweils auf einer Reihe von eisernen Säulen aufliegen, tragen das Gleisbett und die Innenkanten der Bahnsteige. Deren Außenkanten und die Seitenwände ruhen auf zwei weiteren Längsträgern, die von gemauerten Pfeilern gestützt werden. An den vier Ecken der Station ragt je ein Pfeiler aus Gestaltungsgründen über das Dach hinaus. Die Stationen sind mit einem – in Firstnähe gläsernen – Satteldach versehen, das auch die Gleise überspannt. Die gemauerten Seitenwände zeigen nach außen hin geometrische Ornamente.
Die Hochbahnhöfe haben an einem, an der Station Bir-Hakeim auch an beiden Stationsenden, eine Zugangstreppe, die mittig unter dem Viadukt beginnt und sich in knapp halber Höhe an einem Zwischenpodest in zwei schmalere Treppen teilt. Die führen von dort, häufig um 180 Grad verschwenkt, zu den zwei Seitenbahnsteigen. Im unteren Teil als Freitreppe ausgeführt, ist das Zugangsbauwerk im oberen Teil eingehaust und verglast. Nachträglich wurden zusätzliche Rolltreppen und teilweise Aufzüge installiert. Einen Sonderfall stellt die Station Corvisart dar, wo die Treppen in einen gemauerten Viaduktabschnitt integriert sind. 

### Sonstige Stationen

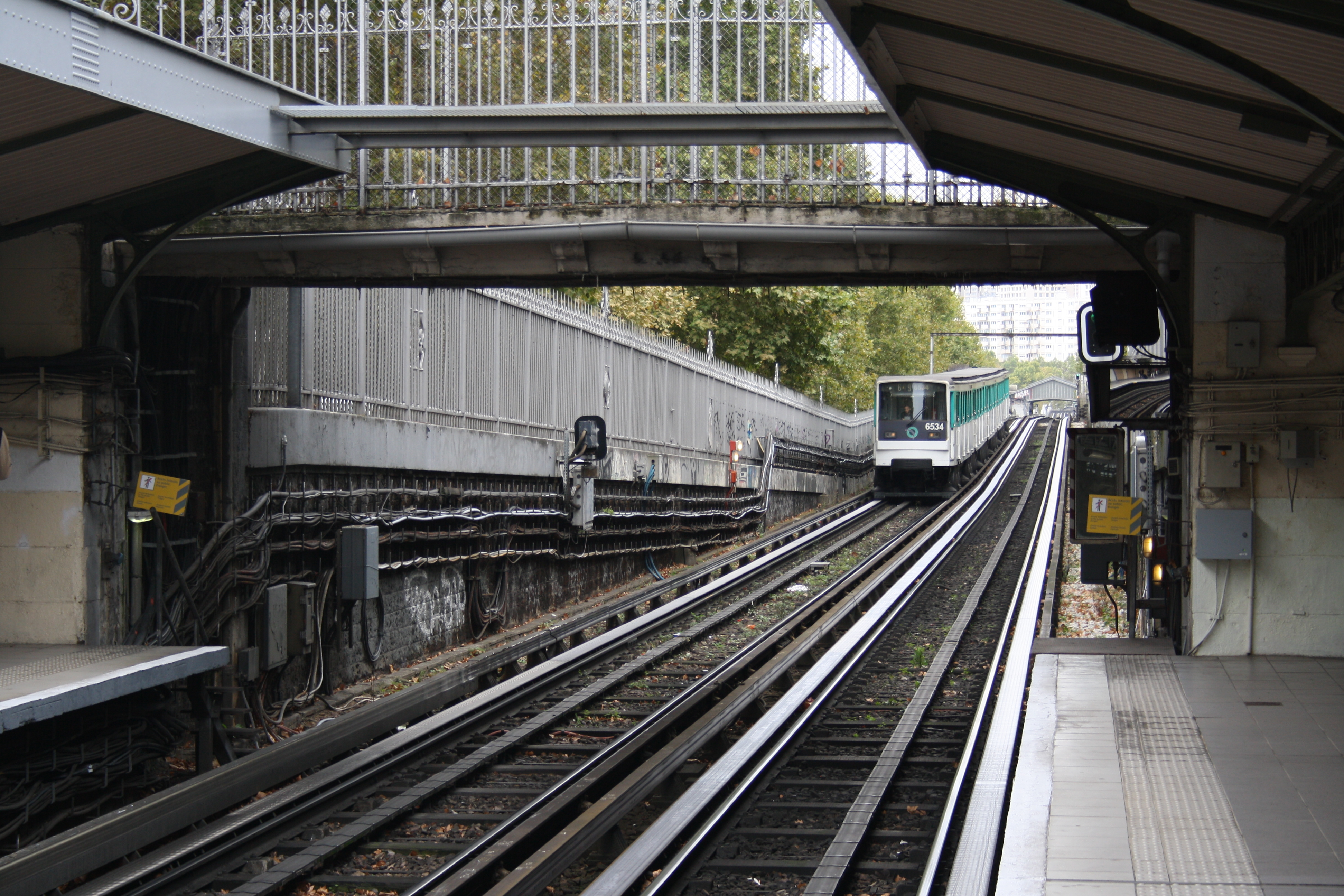
Östlich der Station Saint-Jacques beginnt die zum Viadukt führende Rampe, im Hintergrund ist die Station Glacière erkennbar

- Charles de Gaulle – Étoile: Innerhalb einer Endschleife gelegener Tunnelbahnhof mit nur einem Gleis, das von zwei Seitenbahnsteigen flankiert wird. Der nördliche Bahnsteig dient nur dem Einstieg, der südliche dem Ausstieg der Fahrgäste (spanische Lösung).
- Kléber: Ursprünglich handelte es sich um eine typische Tunnelstation mit elliptischen, gefliesten Deckengewölben, deren Seitenbahnsteige an zwei Streckengleisen lagen. Da die Kapazität der nahen eingleisigen Endstation Charles de Gaulle – Étoile nicht erhöht werden konnte, wurde die Station Kleber erweitert. Die Bahnsteige an den beiden neu angelegten Gleisen beiderseits der alten Station wurden über große Mauerdurchbrüche mit deren Seitenbahnsteigen so verbunden, dass nun zwei Mittelbahnsteige an je zwei Streckengleisen liegen.
- Passy: Dort tritt die Strecke aus der nordwestlichen, steilen Uferböschung aus und führt anschließend auf dem Viaduc de Passy (Pont de Bir-Hakeim) über die Seine. Die Station liegt zum Teil noch im Tunnel, teilweise auf dem folgenden Viadukt. Anders als bei den Hochbahnstationen sind nur die Seitenbahnsteige, nicht aber die Gleise überdacht.
- Saint-Jacques: Die Station liegt in einem Einschnitt zwischen den beiden Richtungsfahrbahnen des von Osten nach Westen ansteigenden Boulevard Saint-Jacques. Nur die Bahnsteige beiderseits der Gleise sind überdacht. Ein Unikat ist das gemauerte Zugangsgebäude. Unmittelbar westlich liegt der Tunnelmund, östlich der Station steigt die Trasse an und wird zur Hochbahn.
- Bel-Air: Zwischen den Richtungsfahrbahnen des Boulevard de Picpus gelegen, kreuzt die Station an ihrem Südkopf auf dessen Niveau die aufgelassene Eisenbahnstrecke zum ehemaligen Bahnhof Gare de la Bastille. Beiderseits verschwindet die Strecke wieder im Tunnel.
- Nation: Die Station liegt innerhalb einer unterirdischen Endschleife. Sie hat einen Mittelbahnsteig und wird nur in einer Richtung befahren. Während der Hauptverkehrszeiten werden die beiden Bahnsteiggleise abwechselnd genutzt, in der Schwachverkehrszeit machen die Züge auf dem südlichen Bahnsteiggleis Kopf.

## Fahrzeuge

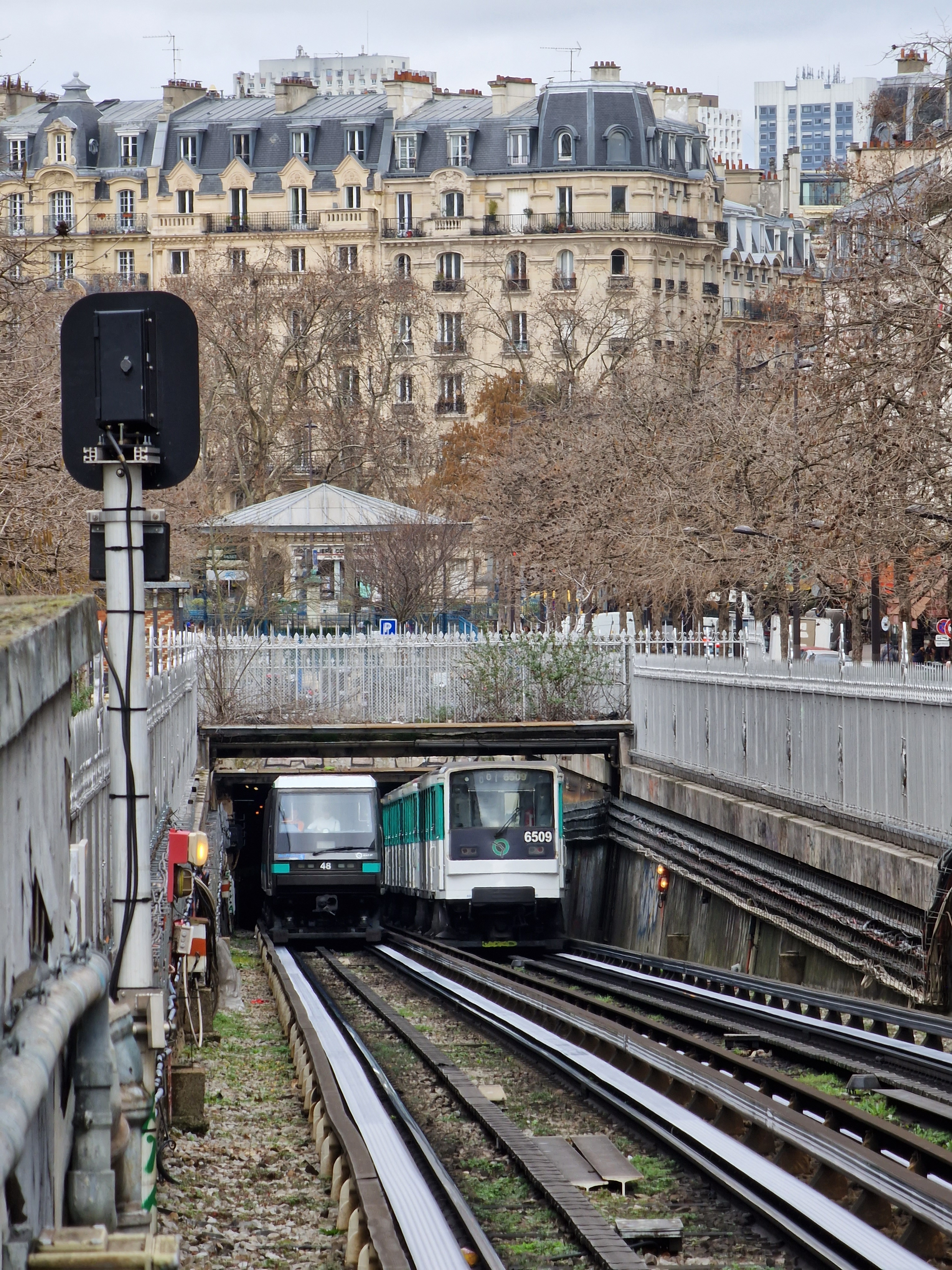
An die Station Bel-Air: Baureihe MP 73 und MP 89 CC

Aktuell fahren auf der Linie 6 die Baureihen MP 73 und MP 89 CC.
Die Baureihe MP 73 wurde speziell für diese Linie entwickelt. Es sind auf mit Stickstoff gefüllten Gummireifen rollende Züge, die in fünfteiligen Einheiten aus je einem elektrischen Triebwagen an den Enden, dazwischen einem Triebwagen ohne Führerstand und zwei Beiwagen verkehren. Sie laufen auf beiderseits des Gleises angebrachten Fahrbalken aus Stahl oder Beton. Die seitlichen Leitschienen, die den Zug auf der Fahrbahn halten, dienen zugleich der Stromzufuhr.
Die Züge der Baureihe MP 89 CC wurden 2023 im Rahmen der Umstellung der Linie 4 auf fahrerlosen Betrieb frei und ersetzen die ältere Baureihe.
Die ersten Fahrzeuge auf der Strecke waren kurze zweiachsige Trieb- und Beiwagen mit Holzaufbauten. Die 7,68 Meter langen Triebwagen gehörten zu einer kleinen Serie mit beiderseitigen Führerständen, die mangels Wendeschleifen an Endstationen Trocadéro und (ab November 1903) Passy an das andere Ende des Zuges umgesetzt wurden. Als Folge der Katastrophe von Couronnes wurden diese Triebwagen durch längere ersetzt, deren Führerstände Metallaufbauten hatten und die, der besseren Kurvengängigkeit wegen, auf Drehgestellen liefen. Nach der Inbetriebnahme der Verlängerung bis Place d’Italie konnten auf der Strecke längere (als die bis dahin maximal aus vier Fahrzeugen bestehenden) Züge mit einem Triebwagen an jedem Zugende und dazwischen eingereihten – anfangs noch zweiachsigen – Beiwagen eingesetzt werden.
Nachfolger waren Züge der Bauart Sprague-Thomson, die noch „klassisch“ mit Stahlrädern auf Schienen verkehrten. Die 72 m langen, grün mit rotem 1.-Klasse-Bereich lackierten Fünf-Wagen-Züge prägten die Strecke und die Linie 6 bis Juli 1974. Für kurze Zeit liefen sie in jenem Jahr im Mischverkehr mit den neuen, gummibereiften Zügen.

## Namensänderungen von Stationen
Im Lauf der mehr als 100-jährigen Geschichte der Pariser Metro änderte sich die offizielle Bezeichnung einer ganzen Reihe von Stationen. Einige Stationen wurden sogar mehrmals umbenannt. Auf der Linie 6 waren folgende Stationen betroffen:
| heutiger Name               | seit | frühere(r) Name(n)                                   |
| --------------------------- | ---- | ---------------------------------------------------- |
| Sèvres – Lecourbe           | 1913 | bis 1907: Avenue de Suffren 1907–1913: Rue de Sèvres |
| La Motte-Picquet – Grenelle | 1913 | La Motte-Picquet                                     |
| Picpus                      | 1937 | Saint-Mandé                                          |
| Dugommier                   | 1939 | Charenton                                            |
| Montparnasse – Bienvenüe    | 1942 | Montparnasse                                         |
| Bir-Hakeim                  | 1949 | Grenelle                                             |
| Charles de Gaulle – Étoile  | 1970 | Étoile                                               |